# Фомин, Митя
Дми́трий Анато́льевич (Ми́тя) Фоми́н (род. 17 января 1974, Новосибирск, СССР) — российский певец, театральный актёр и телеведущий. Десятикратный лауреат музыкальной премии «Золотой граммофон», фестиваля «Песня года», обладатель других национальных музыкальных телевизионных наград. В 1998—2008 годах и с 2018 по 2020 годы — фронтмен музыкальной поп-группы «Hi-Fi».

## Ранняя биография
Родился 17 января 1974 года в городе Новосибирске.
Отец — Анатолий Данилович Фомин (18 августа 1939 — 20 февраля 2014), кандидат технических наук, был доцентом Новосибирского электротехнического института связи, директором Регионального центра охраны труда по Сибирскому федеральному округу.
Мать — Тамара Павловна Фомина (род. 1942), инженер-патентовед.
Сестра — Светлана, после окончания Новосибирской, а затем и Миланской консерватории работает в ансамбле старинной музыки, живёт в Италии.
По поводу родителей сказал:
Мои родители всегда очень доверяют мне по поводу того, что я делаю в жизни. Я понял это, когда мне было 20 лет, я учился на 3-м курсе медицинского института и решил, что мне нужно ехать в США, записывать собственную музыку.
По собственным словам, всегда знал, кем будет и с детства играл в артиста, постоянно пел под эстрадные пластинки. С окончанием школы поступил в Новосибирский медицинский институт. Позже он сказал по этому поводу в интервью:
Поскольку я учился в центральной новосибирской школе, через дорогу был медицинский институт. Я ещё животными занимался активно. В какой-то момент сказал маме: хочу быть ветеринаром. А тогда это была сельскохозяйственная профессия, никто не лечил попугайчиков. Если хочешь лечить — будешь врачом. И я пошёл поступать в медицинский институт.
Однако, едва начав учиться, Фомин взял академический отпуск и уехал за границу по приглашению своих английских друзей. В Англии, а потом и в США Фомин брался за любую работу, чтобы заработать на жизнь, учил английский язык. В тот период он познакомился с музыкальным театром и начал сам писать музыку. Через год вернулся в Россию. Продолжил учиться на медика, однако понимал, что быть врачом не его призвание. За несколько недель до государственных экзаменов уехал из родного города в Москву, чтобы начать жизнь «с чистого листа» и осуществить давнюю мечту — поступить в театральный вуз. Успешно прошёл первый этап отборочных туров сразу в нескольких вузах: ВГИКе, ГИТИСе, Щепкинском театральном училище и школе-студии МХАТ. Затем вернулся в Новосибирск, сдал госэкзамены, получил диплом врача-педиатра, на следующий же день вернулся в Москву и поступил во ВГИК на актёрский факультет, где конкурс составлял 70 человек на место. Этот случай удивил даже педагога ВГИКа Алексея Баталова, который упомянул о поступлении в интервью.
Обосновавшись в Москве, скоро встретил своих давних знакомых из Новосибирска — продюсера Эрика Чантурию и композитора Павла Есенина. Они предложили ему стать солистом нового музыкального проекта под названием «Hi-Fi».

## Музыкальная карьера

### 1998—2008: Фронтмен группы «Hi-Fi»

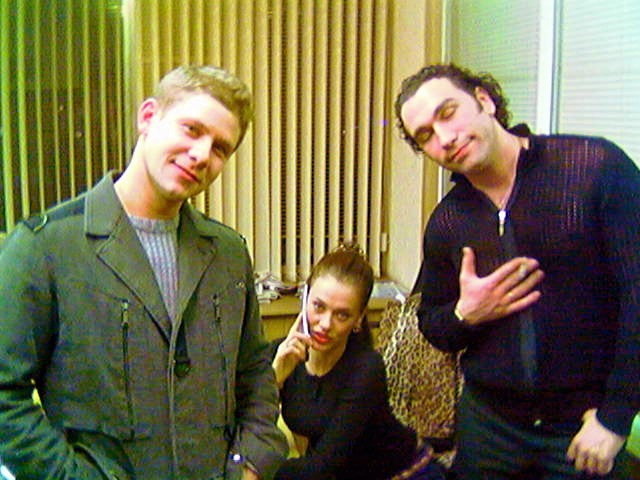
Митя Фомин в составе группы Hi-Fi в 2005 году

2 августа 1998 года — официальный день рождения музыкального коллектива «Hi-Fi». Песни «Не дано», «Беспризорник», «Ты прости» из «Первого контакта», дебютного альбома группы, быстро сделали её популярной и вывели альбом на высокие позиции в российских хит-парадах. Успешный старт творческой карьеры и плотный график гастролей вынудили Фомина бросить ВГИК. Фомин продемонстрировал свои вокальные данные Павлу Есенину, но тому они не понравились, из-за чего он стал записываться вместо Фомина.
Карьера фронтмена в группе «Hi-Fi» затянулась на 10 лет. За это время группа выпустила четыре альбома, записала такие известные песни, как «Чёрный ворон», «Глупые люди», «А мы любили», «Седьмой лепесток», «Мы не ангелы» и объездила с концертами всю страну. В конце 2008 года Фомин принял решение уйти из группы и развиваться самостоятельно. Ещё будучи участником коллектива, Фомин начал сотрудничать с несколькими авторами, записывать песни и готовить сольную программу.

### 2009—2010: Начало сольной деятельности и первый альбом
Уже на протяжении двух месяцев после распада группы Фомин формировал творческий коллектив, записывал песни и гастролировал. Так, 1 марта 2009 года началось сотрудничество Фомина с продюсером Максимом Фадеевым. Из всего материала, с которым Фомин пришёл к нему, Фадеев остановил свой выбор на песне «Две земли», и в конце марта состоялась премьера песни на радиостанции «Русское радио». Вскоре после премьеры появился видеоклип, снятый молодым режиссёром Евгением Курициным под авторским надзором Максима Фадеева. Клип достиг первого места в чарте MTV «Русская десятка». Сотрудничество Фомина и Фадеева продолжалось полгода.
В январе 2010 года вышел второй сольный сингл Фомина — «Вот и всё». За 7 месяцев ротации песня прозвучала в эфире радиостанций более 350 тысяч раз и продержалась 19 недель в главном хит-параде страны «Золотой граммофон», поднявшись до 2-й строчки чарта.
14 июня 2010 года стартовал третий сингл Фомина «Всё будет хорошо», выпущенный также в англоязычной версии под названием «Ok!». Песня сразу попала на «Русское радио», «Европу Плюс», «Хит FM» и множество других главных отечественных радиостанций, поднявшись таким образом до 3-й строчки в «официальном российском радиочарте». В конце 2010 года Фомин получил национальную музыкальную премию «Золотой граммофон» за 22 недели в чарте с данной композицией. Видеоклип, снятый на Средиземном море в акватории греческих островов, — дебютный для певца в качестве режиссёра. В клипе также принял участие рэпер StuFF, которого певец на тот момент продюсировал.
Летом 2010 года был выпущен дебютный альбом Мити Фомина — «Так будет». Альбом получил в основном смешанные рецензии от критиков: описывается как «размеренность, релакс, чил-аут, эмбиент, лёгкий дэнс». Также критики назвали Фомина «певцом, который соблюдает пропорции и действует по технологии группы Hi-Fi, не вдаваясь в крайности».
18 сентября 2010 года Фомин дебютировал в качестве ведущего телепрограммы «Tophit чарт» федерального музыкального телеканала Муз-ТВ.

### 2010—2013: Второй студийный альбом «Наглый ангел»
В октябре 2010 года был отснят видеоклип певца на песню «Перезимуем», которая стала первым синглом в поддержку будущего второго альбома певца «Наглый ангел». Режиссёром вновь стал сам Фомин. В этой песне также принял участие рэпер StuFF.
В конце марта 2011 года последовала песня «Огни большого города», при участии британской поп-группы Pet Shop Boys. Клип к ней снимался в Санкт-Петербурге и на Кубе, в Гаване. Он смог возглавить «Русский чарт» телеканала «Муз-ТВ», а сама песня получила национальную музыкальную премию «Золотой граммофон» за 27 недель пребывания в чарте. 21 июня 2011 года Фомин стал лауреатом в номинации «Фэшн-прорыв» ежегодной церемонии вручения премии «Fashion People Awards» в области моды.
В июле была отснята в Гонконге первая часть клипа на песню «Не манекен» совместно с российской певицей Кристиной Орсой. Оставшиеся съёмки прошли в Москве. Режиссёром стал Марат Адельшин. Премьера клипа состоялась в середине октября 2011 года. По словам артиста, клип на эту песню стал одним из самых дорогих за всю его карьеру.
1 октября 2011 года Фомин был представлен в двух номинациях русской музыкальной премии «RU.TV» — «Лучший рингтон» и «Реальный приход». Фомин победил в номинации «Реальный приход» (прорыв года).
21 октября была запущена на радиостанциях композиция «Садовник», вошедшая в дебютный альбом Фомина «Так будет». Позже появилась английская версия под названием «Beautiful Rose».
17 ноября в Минске, в Государственном белорусском цирке состоялась премьера нового проекта Фомина, музыкально-циркового спектакля «Всё будет хорошо».
24 апреля 2012 года вышел сингл «Хорошая песня». Позже состоялась премьера клипа, где приняла участие певица Кристина Орса.
5 ноября в эфире «Русского радио» состоялась премьера совместной работы Фомина и диджея Леонида Руденко — «Восточный экспресс».
6 мая 2013 года состоялся релиз в «iTunes Store» второго студийного альбома Фомина «Наглый ангел», в него вошли все предыдущие вышедшие синглы, а также восемь сольных видеоклипов.

### С 2013 года
После альбома «Наглый ангел» Фомин выпустил сингл «Домой», записанный совместно с диджеем Кириллом Клэшем. Позже была выпущена более медленная версия сингла — «Guitar Version», что позволило попасть в радиочарт портала «Tophit». Премьера клипа состоялась 3 октября 2013 года. В видео приняла участие теле- и радиоведущая, модель и актриса Виктория Боня.
С января 2014 по 29 марта 2017 года — ведущий программы «ClipYou чарт» на телеканале Муз-ТВ.
8 марта 2014 года Фомин презентовал песню «Едва дыша», авторами которой стали поэт Михаил Гуцериев и композитор Дмитрий Дубинский.
Следующим радиосинглом Фомина стала песня «Завтра будет все по-другому». Съёмки на одноимённый ролик проходили осенью 2014 года в Лондоне.
3 декабря 2014 года в ICON hall состоялась церемония награждения победителей премии VKLYBE.TV AWARDS 2014. Фомин победил в специальной номинации «Лучший клубный артист» по версии телеканала Муз-ТВ.
22 апреля 2015 года Митя Фомин выступил с премьерой нового авторского проекта — видеоспектакля «Песни весны, любви и Победы», которая состоялась в Центральном музее Великой Отечественной войны на Поклонной горе.
24 апреля 2015 года состоялась премьера нового клипа Мити Фомина «Вот так вот я люблю тебя». Съёмки видео прошли во Флоренции (Тоскана, Италия), режиссёром выступил Фомин. Главную роль в клипе исполнила Ксения Олешко.
19 октября 2015 года в эфире «Русского радио» состоялась премьера Фомина — «Чужие сны». 30 октября прошла всероссийская премьера этой работы в программе «Стол заказов» на телеканале RU.TV.
19 ноября 2015 года на 3-й «Реальной премии» музыкального телеканала MusicBox Фомин с синглом «Вот так вот я люблю тебя» одержал победу в номинации DANCE ГОДА.
20 ноября Фомин представил свою совместную с «Академией популярной музыки» Игоря Крутого работу — клип на песню «Новый день», ставшую гимном благотворительного фонда «Северная корона».
22 ноября 2015 года Фомин получил очередную статуэтку «Золотой граммофон» на XX церемонии за хит «Всё будет хорошо».
С июня 2015 года — приглашенный редактор рубрики «Психология» электронного журнала HELLO.RU. Окончил психологический факультет Гуманитарно-экономического и технологического института (ГЭТИ).
30 мая 2016 года Фомин представил клип на песню «Следуй за солнцем».
В 2016 году Фомин вновь стал лауреатом национальной музыкальной премии «Золотой граммофон» — за сингл «Чужие сны» авторства Марии Кудрявцевой.
В конце 2016 года Головинский районный суд Москвы лишил Дмитрия Фомина водительских прав на полтора года за езду в состоянии наркотического опьянения.
8 декабря в Театральном центре «На Страстном» состоялся сольный акустический концерт Фомина, приуроченный к выходу третьего студийного альбома.
Занимался продюсированием нескольких музыкальных проектов, в том числе рэпера StuFF, группы Каникулы и группы Йена. Для последней певец снял клип на песню «Эксбой».
27 октября 2016 года в сети состоялась премьера видеоклипа «Мобилка» нового исполнителя FOMKA. Главный герой видео — Фомин.
Мне стало скучно внутри себя, и я придумал этого нового героя, который может позволить себе то, что не могу позволить я, существуя в своём привычном статусе и творческом пространстве. Время от времени этот персонаж будет вырываться наружу, петь то, что не могу петь я, удивлять своими перформансами и нестандартными привычками. Мне всегда были близки эпатажные музыкальные звезды, и где-то это дань моему неосуществленному юношескому максимализму.
С 7 апреля 2017 года Фомин — ведущий «Золотой дюжины» на телеканале «Муз ТВ».

### Возвращение в «Hi-Fi»
В апреле 2018 года Митя Фомин, Тимофей Пронькин и фотомодель Оксана Олешко впервые за 10 лет вышли на сцену «Олимпийского» в золотом составе группы «Hi-Fi». Сергей Жуков пригласил их выступить в качестве гостей в рамках концерта «Руки вверх!». Также Митя Фомин сообщил, что они записали несколько новых песен. 25 апреля на официальном сайте группы было объявлено о том, что состав готовится к съёмкам нового видеоклипа. 6 сентября группа выступила на шоу «Мурзилки Live» радиостанции «Авторадио», где представила новую песню — «Разбуди меня» с вокалом Есенина и Фомина.

## Взгляды
Во время ежегодного музыкального фестиваля Alfa Jazz Fest, который с 23 по 27 июня 2017 года проходил во Львове, на вопрос украинской телеведущей о принадлежности Крыма Фомин ответил: «По факту это теперь российская территория». На следующий день после выхода интервью в эфир Фомин попал в базу данных украинского сайта «Миротворец» по причине «сознательного незаконного нарушения украинской государственной границы» (выступления в Крыму).
Позднее музыкант заявил, что не испытывает опасений по поводу того, что Украина теперь внесёт его в «чёрный список» и запретит въезд на свою территорию. По словам Фомина, тот факт, что Крым принадлежит России, является непреложным, свои слова забирать назад он не собирается, а обижаться на соответствующее заявление как минимум странно.
Мне как артисту, который на протяжении 20 лет гастролирует и в России, и на Украине, который объездил самые дальние уголки обеих стран, у которого на Украине много близких друзей, который всей душой и сердцем любит эту страну, больно наблюдать, как наших людей стараются поссорить, вызвать на эмоции, навязать ненависть друг к другу. Я не знаю, кому это нужно, но я думаю, что это бесчеловечно, неуважительно и глупо.
 Во время своих выступлений Фомин нередко читает стихотворение Сергея Есенина «Пой же, пой».
В 2022 году поддержал российское нападение на Украину, заявил что готов отправиться на передовую в качестве медика.

### Санкции
В 2022 году Митя Фомин принял участие в патриотическом марафоне «Zа Россию» в поддержку нападения России на Украину. 7 января 2023 года Фомин включен в санкционный список Украины за «роль в российской пропаганде». 1 июня 2022 года Латвия запретила въезд в страну Фомину за поддержку и оправдание агрессии России в Украине. Ранее Фомин был внесён ФБК в список коррупционеров и разжигателей войны за участие в патриотическом марафоне в поддержку российского нападения на Украину.

## Дискография
Студийные альбомы
- 2010 — «Так будет»
- 2013 — «Наглый ангел»
- 2016 — «Завтра будет всё по-другому»

Акустические альбомы
- 2018 — «4×4». Акустика

EP
- 2020 — «Апрель» (лейбл All Star Music) — мини-альбом
- 2020 — «Слышь, да ладно» — мини-альбом

Синглы
- 2009 — «Две земли»
- 2010 — «Вот и всё»
- 2010 — «Всё будет хорошо»
- 2010 — «Перезимуем»
- 2011 — «Огни большого города (Paninaro)»
- 2011 — «Не манекен»
- 2011 — «Садовник»
- 2012 — «Хорошая песня»
- 2012 — «Восточный экспресс»
- 2013 — «Домой»
- 2014 — «Едва дыша»
- 2014 — «Завтра будет всё по-другому»
- 2015 — «Вот так вот я люблю тебя»
- 2015 — «Чужие сны»
- 2015 — «Новый день» (совместно с Детским хором Игоря Крутого)
- 2015 — «Новый день» (совместно с Антоном Азаровым)
- 2016 — «Следуй за солнцем»
- 2016 — «Мобилка»
- 2016 — «Найти и не терять»
- 2017 — «Нравишься»
- 2017 — «Журавлик» (совместно с KrisTina)
- 2017 — «Быть рядом»
- 2018 — «Спасибо, сердце» (совместно с Альбиной Джанабаевой)
- 2018 — «Бомба лета»
- 2018 — «Зал ожидания»
- 2018 — «Разбуди меня» (совместно с Hi-Fi и Павлом Есениным)
- 2019 — «Танцы на работе»
- 2019 — «На вершине мира»
- 2019 — «Всё ауенно»
- 2020 — «Дети земли»
- 2020 — «Одиночество в толпе»
- 2020 — «Песни по кругу»
- 2020 — «Дети земли» (совместно с Анной Семенович)
- 2020 — «ПятницаВечер» (совеместно с DJ Groove)
- 2020 — «ТанцЫна»
- 2020 — «Танцы обо мне»
- 2021 — «Полутона»
- 2022 — «Удивительная»
- 2022 — «Рассвет»
- 2022 — «Быть собой»
- 2022 — «Афигенно» (совеместно с Группой СПБ)
- 2023 — «Никому»
- 2023 — «До завтра»

## Фильмография
| Год  | Название                       | Роль               |
| ---- | ------------------------------ | ------------------ |
| 1999 | «Будем знакомы!»               | в роли самого себя |
| 2001 | «Мажоры наносят ответный удар» | в роли самого себя |
| 2007 | «Любовь — не шоу-бизнес»       | Андрей             |
| 2010 | «Стэп бай стэп»                | Даниил Кружак      |
| 2011 | «Самый лучший фильм 3-ДЭ»      | в роли самого себя |
| 2012 | «Духless»                      | в роли самого себя |
| 2016 | «Семья Светофоровых»           | в роли самого себя |

## Награды
| Год  | Награда               | Номинированная работа      | Категория                | Результат |
| ---- | --------------------- | -------------------------- | ------------------------ | --------- |
| 2010 | Золотой граммофон     | «Всё будет хорошо»         | Песня                    | Победа    |
| 2010 | Бог Эфира             | «Вот и всё»                | Радиохит                 | Номинация |
| 2010 | Песня года            | «Всё будет хорошо»         | Лауреат фестиваля        | Победа    |
| 2011 | Премия Муз-ТВ         | Митя Фомин                 | Прорыв года              | Номинация |
| 2011 | Fashion People Awards | Митя Фомин                 | Фэшн-прорыв              | Победа    |
| 2011 | Премия RU.TV          | «Всё будет хорошо»         | Лучший рингтон           | Номинация |
| 2011 | Премия RU.TV          | Митя Фомин                 | Реальный приход          | Победа    |
| 2011 | Золотой граммофон     | «Огни большого города»     | Песня                    | Победа    |
| 2011 | OE Video Music Awards | «Огни большого города»     | Прорыв года              | Номинация |
| 2012 | Friends               | Митя Фомин                 | Представитель шоу        | Победа    |
| 2013 | Премия RU.TV          | «Восточный экспресс»       | Лучший танцевальный трек | Номинация |
| 2013 | Fashion People Awards | «Огни большого города»     | Фэшн-песня               | Победа    |
| 2015 | Премия Music Box      | «Вот так вот я люблю тебя» | DANCE ГОДА               | Победа    |
| 2016 | Премия HELLO          | «Митя Фомин»               | Самый стильный дом       | Победа    |
| 2016 | Золотой граммофон     | «Чужие сны»                | Песня                    | Победа    |
| 2017 | Премия Music Box      | «Мобилка»                  | Креатив года             | Победа    |
| 2022 | Золотой граммофон     | «Полутона»                 | Песня                    | Победа    |
| 2023 | Премия RU.TV          | Митя Фомин                 | Позитив по жизни         | Победа    |
| 2023 | Золотой граммофон     | «До завтра»                | Песня                    | Победа    |